# 작은생쥐꼬리박쥐
작은생쥐꼬리박쥐(Rhinopoma cystops)는 생쥐꼬리박쥐과에 속하는 박쥐의 일종이다. 아프리카 북부와 중동에서 발견된다.